# Saouringwa
Saouringwa (ou Saouringhoua, Saoringwa, Sangringwa) est une localité du Cameroun située dans la commune de Tchati-Bali, le département du Mayo-Danay et la Région de l'Extrême-Nord, à la frontière avec le Tchad.

## Population
En 1967, la localité comptait 918 habitants, principalement des Toupouri. À cette date, le marché hebdomadaire s'y tenait le dimanche.
Lors du recensement de 2005, on y a dénombré 2 824 personnes.